# بلودره دی اسپینلو
بلودره دی اسپینلو (به ایتالیایی: Belvedere di Spinello) یک کومونه در ایتالیا است که در استان کروتون واقع شده‌است. بلودره دی اسپینلو ۳۰٫۱۹ کیلومتر مربع مساحت و ۲٬۲۶۷ نفر جمعیت دارد و ۳۳۰ متر بالاتر از سطح دریا واقع شده‌است.

## خواهرخوانده
شهر بلودره ماریتیمو خواهرخواندهٔ بلودره دی اسپینلو هست.